# Федюково (Смоленская область)
Федюково — деревня в Тёмкинском районе Смоленской области России. Входит в состав Селенского сельского поселения. Население — 1 житель (2007 год). 
Расположена в восточной части области в 8 км к северо-западу от Тёмкина, в 32 км юго-восточнее автодороги М1 «Беларусь», на берегу реки Коштва. В 4 км севернее деревни расположена железнодорожная станция Засецкая на линии Вязьма — Калуга. 

## История
Крайняя дата упоминания в систематических списках 1811 год. Но на Плане Генерального межевания Юхновского уезда. 1780 г. (Масштаб: 1 верста - 1 дюйм (1см - 420м)) деревня Федюково уже отмечена. В Списке населенных мест за 1859 год под номером 11800 - в деревне Федюково было всего 7 дворов с населением 79 человек (34 м.п. и 45 ж.п.) с положением при речке Коштве, являлась владельческой деревней. В Списке населенных мест за 1904 год: дворов - 15, число жителей 103 (54 м.п. и 49 ж.п.), относилась к Кикинской волости. 
В годы Великой Отечественной войны деревня была оккупирована гитлеровскими войсками в октябре 1941 года, освобождена в марте 1943 года.